# Хотару (Вранча)
Хотару (рум. Hotaru) насеље је у Румунији у округу Вранча у општини Андрејашу де Жос. Oпштина се налази на надморској висини од 634 m.

## Становништво
Према подацима из 2002. године у насељу је живело 56 становника, од којих су сви румунске националности.